# Den Glade Viking
Den Glade Viking er en skandinavisk diskotekskæde med fem diskoteker i tre lande. Diskoteket har danske rødder og har tidligere haft diskoteker i både Odense og Horsens. 
Første er grundlagt af Alfonso, Lauren og Emilio, som åbnede det første diskotek i Magalluf, Mallorca i 1985. Derefter overtaget af to danskere, som åbnede i Golden Sands, Bulgarien. 
Diskoteket er primært kendt fra Tv-programmet Sommer i Sunny Beach, som er blevet sendt på TV3. Diskoteket i Sunny Beach er det største og mest kendte diskotek.[kilde mangler] Den Glade Viking i Sunny Beach, har skandinaviske bartendere.
Den Glade Viking har også drevet diskotekskæden Barracuda i Danmark, der ligesom aktiviteterne i henholdsvis Horsens og Odense måtte lukke. 

## Lokaliteter

### Åbne lokaliteter

#### Bulgarien
- Golden Sands (2007)
- Sunny Beach (2008)

#### Spanien
- Mallorca (1985)
- Tenerife (1996)

#### Thailand
- Phuket (2011)

### Lukkede lokaliteter

#### Danmark
- Horsens (november 2010 til Juli 2013)
- Odense (april 2010 til januar 2014, siden åbnet under navnet Barracuda, lukket oktober 2014)
- Hjørring (januar 2012 til januar 2014 - drevet under navnet Barracuda)